# Nova Sela (Kula Norinska)
Nova Sela su selo između Metkovića i Vrgorca, u sastavu općine Kula Norinska (Dubrovačko-neretvanska županija). 

## Stanovništvo
Prema popisu stanovništva iz 2001. naselje ima 55 stanovnika. Prema popisu iz 2011. u Novim Selima je obitavalo 36 stanovnika.
| broj stanovnika |       |       | 320   | 376   | 431   | 449   | 524   | 471   | 428   | 449   | 432   | 228   | 107   | 66    | 55    | 36    | 29    |
|                 | 1857. | 1869. | 1880. | 1890. | 1900. | 1910. | 1921. | 1931. | 1948. | 1953. | 1961. | 1971. | 1981. | 1991. | 2001. | 2011. | 2021. |

## Povijest
Područje Novih Sela bilo je naseljeno još u 15. stoljeću što potvrđuju stećci pronađeni na području župe. Nakon njegova oslobođenja od Turaka krajem 17. stoljeća, pod vodstvom serdara Mate Bebića iz susjedne je Hercegovine doselilo novo stanovništvo. Naziv Novih Sela postojao je već 1687. Vrlo je vjerojatno da se u Novim Selima na lokalitetu Kulina nalazio srednjovjekovni grad Novi čiji su vlasnici bili obitelj Vlatković, kao i susjednog Vratara. Sam lokalitet Kulina (prostor oko crkve sv. Ante) znan je pod tim imenom i prije dolaska serdara Bebića koji je tu sagradio svoju kulu, što navodi na zaključak da je lokalitet ime dobio po nekoj drugoj starijoj kuli.

## Župa Nova Sela
Župa u Novim Selima uspostavljena je 26. rujna 1957. godine, a do tada je pripadala župi Borovci. U središtu mjesta nalazila se crkvena kuća obnovljena nakon Drugog svjetskoga rata za potrebe tada jedinstvene župe Borovci - Nova Sela, budući da su talijanski vojnici 1943. zapalili župnu kuću u Borovcima. Osnivanjem župe proglašena je župnom kućom. Danas župu opslužuju svećenici župe sv. Nikole u Metkoviću.

### Crkva sv. Ante
Župna crkva Svetog Ante nalazi se na lokalitetu Kulina. Na njenom mjestu postojala je starija kapela, spomenuta prigodom vjenčanja u njoj 1774. Kapela je srušena oko 1830. i podignuta je današnja crkva dimenzija 15×6 metara. Četvrtaste je apside sa šesterokrakom rozetom na pročelju, na vrhu kojeg je zvonik na preslicu za tri zvona. Za vrijeme župnika don Veselka Luetića 1965. je postavljen novi oltar. Temeljita obnova zbila se 1988. za vrijeme župnika don Dušana Brečića. Tom prigodom je dograđeno i betonsko stubište s balkonom za zvona koje je narušilo izgled te je uklonjeno krajem 1990-ih, za vrijeme župnika don Filipa Pavića. Za vrijeme župnika don Ljube Pavića, u rujnu 2003. postavljen je novi krov i sanirana je preslica.